# ウルグ・ベク・マドラサ (ブハラ)

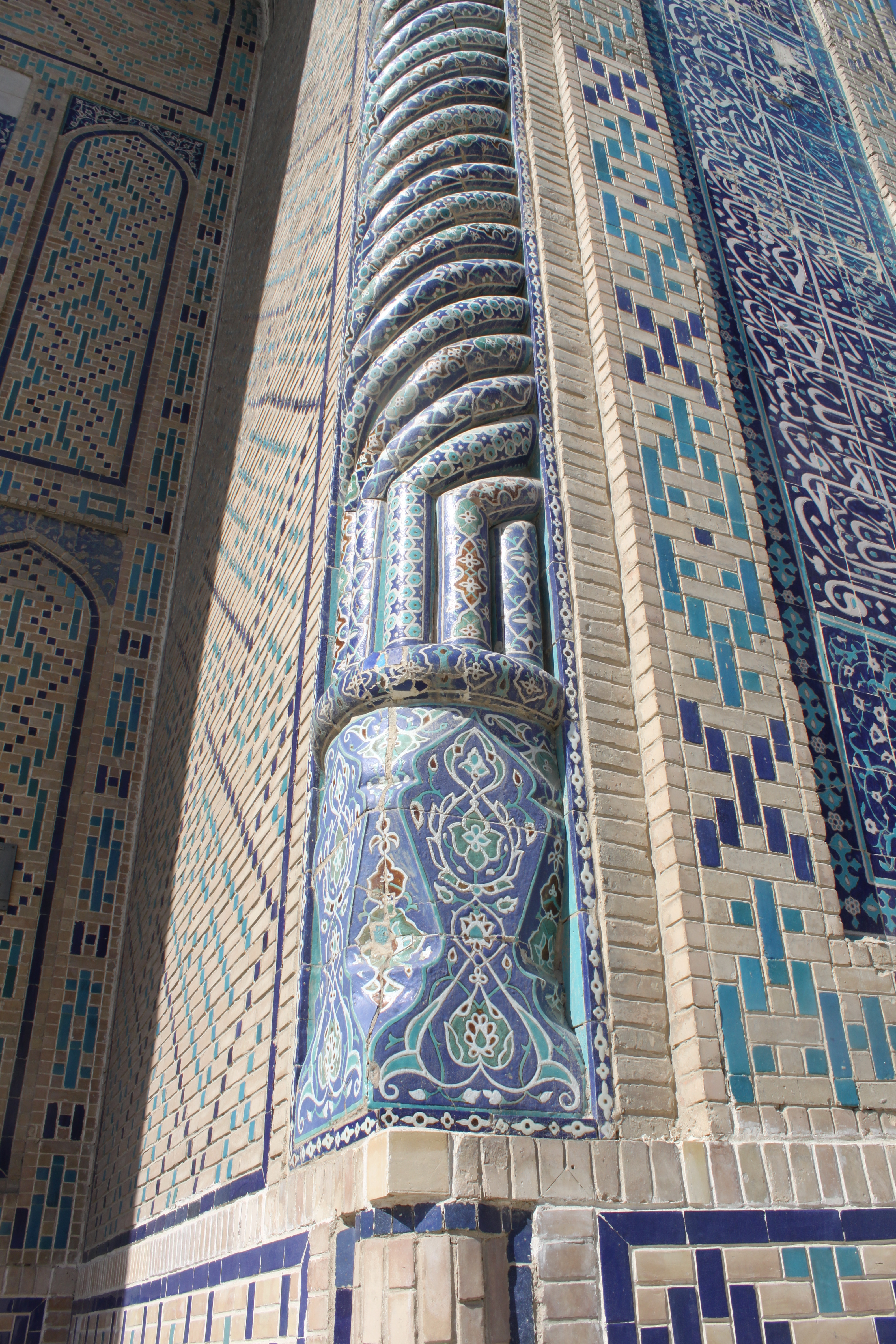
入口の門の装飾

ウルグ・ベク・マドラサ (ウズベク語: Ulugʻbek madrasasi / Улуғбек мадрасаси) は、ウズベキスタン・ブハラ州のブハラにあるマドラサ (イスラム教神学校) である。ウルグ・ベク・マドラサはアブドゥルアズィーズ・ハーン (Abdulaziz Khan) のマドラサとともに一つの複合施設を構成している。1417年にティムール朝のウルグ・ベクにより設立された後、1585年に改修工事が行われた。マドラサはモスクとハーンカー、イーワーンで構成されている。
マドラサの入口の門にはロッジアとタレットが付属している。建物の門の上部には以下のように記述されている。「知識の追求 - すべてのムスリムとムスリマの義務である。」
現在、マドラサはブハラの塑像を復元した歴史博物館となっており、ブハラにあるティムール朝時代の他の建築物とともに、UNESCOの世界遺産に登録されている。